# Татары в Донском казачьем войске
Татары в Донском казачьем войске — группа татар-мусульман в составе донских казаков, представителей казачьего сословия Области Войска Донского.
Проживали в станице Татарская под Новочеркасском и в селе Дарьевка. Происхождение точно не известно, возможно, потомки юртовых татар и служилых татар, переселившихся из Мещерского края.

## Населённые пункты
В станице Татарская была одна деревянная мечеть. Она была подведомственна ОМДС. Также в станице было 129 деревянных и одно каменное здание.
В Дарьевке было 40 деревянных домов.
Общее количество мужчин и женщин в 1822 г. составляло 936 человек, из них служащих — 133. В 1860 г. большинство татар эмигрировало в Османскую империю. После этих событий население станицы сильно уменьшилось и она стала хутором Татарским.